# Tolovaj Mataj in druge slovenske pravljice
Tolovaj Mataj in druge slovenske pravljice je zbirka umetnih pravljic, ki jih je Fran Milčinski izdal pri Tiskovni zadrugi v Ljubljani leta 1922. Obsega 22 pravljic: Tolovaj Mataj, Puta in petelinček, Zakleti zaklad, Gospod in sv. Peter, Sojenice in cigan, Sin jež, Mrtvi ženin, Laži, Žena ni marala otrok, Trije hlapci, Kačji kralj Babilon, Mačeha in pastorka, Jurko je iskal strahu, Muk, Dva brata, Poldrugi Martin, Zlata hruška, Predica in mrlič, Butalski policaj in Cefizelj, Botra, Kralj Matjaž ter Sojenice in kralj. Na osnovi ljudskih pravljičnih motivov v živem slikovitem jeziku pripoveduje mladostno domišljijo pretresujoče zgodbe. Prva izdaja obsega 20 pravljic, v drugi (1922) pa je od petih butalskih zgodb, ki so bile v prvi izdaji objavljene pod skupnim naslovom Butalci, ohranil samo tisto o Policaju in Cefizlju, dodal pa je pripovedki Botra in Kralj Matjaž. Zbirka je opremljena s 15-imi risbami Ivana Vaupotiča.

### Analiza pravljice
Sojenice in kralj
- Književni čas in prostor pravljice nista točno določena. Glavna oseba potuje po svojem kraljestvu ter v Španijo.
- Pripovedovalec je tretjeosebni.
- Glavna oseba je kralj, ki v zgodbi ni poimenovan.
- Stranske osebe so deklica, španska kraljica, pastir, kmet in vile sojenice.
- Motivi pravljice so motiv prstana, sojenic, pravljičnega števila, motiv uresničene usode in motiv žalujoče vdove.
- Slog
  - Okrasni pridevki: prelepa, majcena, mlada,
  - Pomajševalnice: lučka, detece, deklica
  - Ljudska števila: sedem let je preteklo od vsakega poskusa umora, trije poskusi umora, trije črni sužnji, tri vile sojenice, trikrat je kraljična vprašala kralja, naj sprejme prstan.

### Motivi v pravljici
V tej avtorski pripovedki se nahaja veliko pravljičnih motivov, kot so:
- - Sojenice: Rojenice in sojenice so predstavljale dobra ženska bajna ali demonska bitja, ki naj bi ob otrokovem rojstvu napovedovale njegovo usodo in odločale o njegovem življenju. Ob rojstvu obiščejo otroka vedno tri sojenice. Dve sta ga lahko obranili vseh nevarnosti in mu napovedali večinoma dobre stvari. Tretja je napovedala nevarnosti in nesreče. Napovedi slednje se ni dalo spreminjati, torej je predstavljala usodo človeka, ki jo je težko spreminjati ali premagati. V zgodbi Sojenice in kralj so sojenice že ob rojstvu napovedale rojeni deklici, “da bo postala kraljica, žena kralja, čigar je to kraljestvo.”  Ko se je deklica znašla v različnih nevarnostih, so jo obvarovale. Njena usoda se je na koncu uresničila. Motiv se pojavlja tudi v pravljici Sojenice in cigan, Rojenice prerokujejo usodo ter Rojenice, sojenice…
  - Motiv prstana: uporabljen je kot magični rekvizit, ki pomaga pri razpletu usode. Komur da kraljična prstan, ta bo njen mož. Kraljična ga hoče izročiti njenemu usojenemu kralju, vendar  ga on ni želel sprejeti zaradi zagrešenih dejanj v preteklosti. Prstan vrže v morje,  ki  ga poje riba in tako pri večerji prejme prstan nazaj. Kralj vrne kraljični prstan, kraljična mu odpusti in pove, da bi se zastonj upirala temu, kar jima je namenjeno. Motiv prstana se pojavi v pravljici Desetnica, Dva brata, Železni prstan…
  - Motiv pravljičnega števila 3 in 7
  - Motiv srečnega konca in uresničene usode
  - Pojavi se motiv žalujoče vdove, kar lahko povežemo z motivom Lepe Vide (F. Prešeren).

## Motivsko-tematske povezave
- Sojenice in cigan je pravljica, ki  jo je zapisal Fran Milčinski leta 1922. Govori o ciganu, ki so mu sojenice ob rojstvu prerokovale, da bo postal kralj za tri dni. Cigan preko spletk in goljufij to tudi postane, četrti dan pa odkrijejo njegove spletke in ga obesijo na vešalo.

- Desetnica Materi in očetu se je rodilo po vrsti že devet hčera in sta si močno želela, da bi deseti otrok bil sin, saj sta poznala ljudsko izročilo, ki pravi, da mora deseti otrok istega spola po vrsti, pri sedmih letih oditi po svetu. Ko je Desetnica dopolnila sedem let, je na okno k materi priletela ptica z zlatim prstanom in je svetovala materi, naj vzame ta prstan in ga zamesi v kruh, katerega naj razreže na deset kosov in tista, ki bo prstan dobila, bo mogla oditi. Mati je ubogala ptico. Prstan je dobila Desetnica in je takoj spoznala, da bo morala oditi, zato se je oblekla v stare obleke in odšla ter ob slovesu rekla, da se vrne čez sedem let. Minilo je sedem let in Desetnica se je vrnila domov. Vsa je bila razcapana in je zaradi takega videza lastna mati ni prepoznala in je ni hotela sprejeti pod streho, kljub temu, da jo je Desetnica nagovorila z besedo mati. Desetnica razočarana kliče Bogu, da naj vse domače obvaruje in nato zapusti dom, mati pa umre.

- Rojenice, sojenice je pravljica, ki pripoveduje o vilah rojenicah in sojenicah. Vse, kar človek dobrega in slabega doživi, so določile rojenice in sojenice ob njegovem porodu. Potek življenja je samo kakor odvijajoč se klopčič sreče, če so bile ob njegovem porodu dobre sojenice močnejše od slabih.; to je pa odvisno od dneva in svetosti časa ob rojstvu kakor tudi ure.

## Izdaje
- Tolovaj Mataj in druge slovenske pravljice (1922)